# كينت تونغ
كينت تونغ (بالصينية: 湯鎮業) هو رائد أعمال وممثل صيني، ولد في 29 سبتمبر 1958 بهونغ كونغ في الصين.

## ترشيحات
- جائزة هونغ كونغ السينمائية لأفضل ممثل مساعد (1992)

## وصلات خارجية
- كينت تونغ على موقع IMDb (الإنجليزية)
- كينت تونغ على موقع قاعدة بيانات الفيلم (الإنجليزية)